# 忻都 (尚书左丞)
忻都（13世纪—1292年），元朝大臣，元世祖时尚书左丞。

## 生平
元世祖至元二十四年（1287年），忻都由吏部尚书转任尚书省参知政事，他党附桑哥，和王巨济等人理算天下钱粮，到江淮追征积年赋税，敛财达数百万。不从命的人，加以拷打监禁。百姓被逼迫的卖妻卖女，逃亡山林，五百多人身遭横死。至元二十六年（1289年）升任尚书左丞。桑哥败亡，他因为党附之罪下狱。元世祖以他善于理财，想要赦免他。经过朝臣一再弹劾，至元二十九年（1292年）将其处死。